# Eberhard de Stolberg-Wernigerode
Comte Eberhard de Stolberg-Wernigerode (né le 11 mars 1810 à Peterswaldau et mort le 8 août 1872 à Johannisbad) est un homme politique conservateur allemand et un fonctionnaire prussien.

## Biographie
Eberhard est le fils aîné du comte Antoine de Stolberg-Wernigerode et de la baronne Louise von der Recke (1787-1874), fille du ministre Eberhard von der Recke. Il grandit au château de Kreppelhof en Silésie. Il reçoit sa première éducation d'un tuteur privé (de). Plus tard, il étudie à l'établissement d'enseignement de Bunzlau et au lycée de Glogau.
En 1830, il rejoint l'armée prussienne et sert dans le 2e régiment d'uhlans de la Garde. Stolberg-Wernigerode devient le deuxième adjudant personnel du prince Guillaume de Prusse en 1836. En 1841, il est promu premier-lieutenant.
Stolberg-Wernigerode épouse le 26 mai 1842, Marie Wilhelmine Johanna (1822-1903), fille du prince Henri LX Reuss branche cadette et de Dorothea von Schoenaich-Carolath (de) (1799-1848). Le mariage est resté sans enfant. Après sa mort, la propriété revient à son neveu, le comte Udo de Stolberg-Wernigerode.
Après son mariage, il prend sa retraite du service militaire actif en tant que Rittmeister en 1842. En 1847, il est membre du parlement uni prussien. C'est là qu'il rencontre Otto von Bismarck et est resté proche de lui. Pendant la révolution de 1848/49, il est actif dans les cercles politiques anti-révolutionnaires. En 1849, il est élu à la deuxième chambre du parlement de l'État prussien par quatre arrondissements de Silésie. Dans l'arrondissement de Landeshut-en-Silésie, il est également élu administrateur de l'arrondissement. Il occupe cette fonction pendant dix ans.
En 1852, il est impliqué comme témoin dans le duel entre Vincke et Bismarck (de). Après la mort de son père en 1854, il devient majorat du domaine de Kreppelhof. En 1853, il devient membre de la chambre des seigneurs de Prusse. Peu de temps après, il est vice-président et à partir de 1862 président de la Chambre. Il occupe ce poste jusqu'à sa mort.
Il est cofondateur et en 1861/62 premier président de l'Association du peuple prussien (de) conservateur. Entre 1867 et 1869, il est député du Reichstag de la Confédération de l'Allemagne du Nord où il fait partie des conservateurs. De 1869 à 1872, il est haut président de la province de Silésie.
Stolberg-Wernigerode est nommé chancelier de la branche protestante de l'Ordre de Saint-Jean en 1852. En 1856, il devient commendateur de Silésie. Pendant la guerre des Duchés de 1864, il met l'Ordre au service de l'armée. C'est ainsi que des hôpitaux sont construits à Altona, Flensburg et Kolding. En 1866, il est nommé inspecteur militaire des soins infirmiers volontaires (basé à Berlin). Il participe lui-même à la guerre austro-prussienne en Bohême. Il refusa un poste similaire pendant la guerre de 1870/71. En janvier 1871, il se rend en France et apporte à Guillaume Ier les félicitations de la maison prussienne.
Il porte le titre de conseiller royal privé prussien. Il est également lieutenant général à la suite dans l'armée et, à partir de 1869, premier chef chasseur et chef du bureau royal de la chasse.